# (344) Desiderata
(344) Desiderata est un astéroïde de la ceinture principale découvert par Auguste Charlois le 15 novembre 1892.